# Adamowo (Osieczna)
Pour les articles homonymes, voir Adamowo.
Adamowo (prononciation : [adaˈmɔvɔ]) est une localité polonaise de la gmina d'Osieczna dans le powiat de Leszno de la voïvodie de Grande-Pologne dans le centre-ouest de la Pologne.

## Histoire
Pendant la période du grand-duché de Posen (1815 - 1848), la localité portant alors le nom d'Adamów faisait partie du powiat prussien de Kosten, alors dans le district de Posen. Adamów appartenait à l'okręg de Krzywiń, et était la propriété du village de Witosław.

De 1975 à 1998, la localité faisait partie du territoire de la voïvodie de Leszno.

Depuis 1999, Adamowo est situé dans la voïvodie de Grande-Pologne.